# Valentino Livramento
Valentino Francisco Livramento, född 12 november 2002, är en engelsk fotbollsspelare som spelar för Newcastle United i Premier League.

## Karriär
Den 2 augusti 2021 värvades Livramento av Southampton, där han skrev på ett femårskontrakt. Chelsea har enligt rapporter en återköpsklausul som går ut på att de kan värva tillbaka Livramento för en viss summa, enligt rapporter 25 miljoner pund.
Den 8 augusti 2023 värvades Livramento av Newcastle United, där han skrev på ett femårskontrakt.